# Euschemon rafflesia
Euschemon rafflesia is een vlinder uit de familie van de dikkopjes (Hesperiidae). De wetenschappelijke naam van de soort is, als Hesperia rafflesia, voor het eerst geldig gepubliceerd in 1826 door William Sharp MacLeay.